# Chi ha ucciso Palomino Molero?
Chi ha ucciso Palomino Molero? (¿Quién mató a Palomino Molero?) è un romanzo del 1986 dello scrittore peruviano Mario Vargas Llosa. Il libro inizia con la scoperta del corpo brutalmente martoriato di una giovane recluta, Palomino Molero, vicino a una base militare nel nord del Perù. Vargas Llosa usa la struttura dell'indagine su un assassinio per esaminare il lato oscuro della natura umana, della corruzione, e dei pregiudizi di classe e razza nel Perù degli anni '50. Il testo contiene anche spunti umoristici, come il corteggiamento che il tenente Silva mette in opera nei confronti della procace donna Adriana, che gestisce una piccola taverna in paese.

## Trama
Nei pressi di Talara, cittadina sulla costa del Perù settentrionale, viene ritrovato (da un ragazzino capraio) un corpo orrendamente martoriato piantato su un albero di carrubo. Il cadavere viene identificato come quello di Palomino Molero, un giovane di umili origini che si era arruolato nella locale base dell'aeronautica, nonostante fosse esentato dal servizio militare perché unico figlio in vita di una madre vedova, Asunta. Il tenente Silva e il poliziotto Lituma iniziano a indagare: sembra che Palomino avesse un'innamorata alla base, quindi i due ottengono un colloquio con il comandante, il colonnello Mindreau, che però si rifiuta di aiutarli. Qualche giorno dopo, il gestore del bordello della cittadina, Liau, si lamenta dei disordini causati da un militare; Silva lo riconosce come il tenente Dufó, fidanzato di Alicia, la figlia di Mindreau. Dufó, ubriaco, dice ai due poliziotti che Palomino aveva un'innamorata alla base, ma ha mirato troppo in alto e ha avuto ciò che si meritava, ma il colloquio si interrompe quando una pattuglia prende il tenente e lo riporta alla base.
Una lettera anonima suggerisce alla polizia di interrogare donna Lupe, proprietaria di una piccola locanda nel villaggio di Amotape. Silva e Lituma vi si recano, e, nonostante la donna sia terrorizzata, riescono a sapere da lei che Palomino e una giovane donna, che riconoscono come Alicia, si erano rifugiati da lei e intendevano sposarsi, ma non avevano potuto farlo perché il prete del villaggio era assente; dopo un paio di giorni, i due erano stati prelevati da Mindreau e Dufó, e poi Palomino era scomparso.
Qualche giorno dopo, Silva e Lituma vengono contattati da Alicia, che conferma ai due che Palomino era innamorato di lei, e che odia suo padre perché l'aveva costretta a diventare la sua amante, lasciando i due poliziotti assai scossi. Silva conclude che Palomino è stato ucciso per ordine di Mindreau, che non poteva accettare che un umile aviere fosse l'amante di sua figlia (per questo motivo lei si era finta fidanzata con Richardo Dufó, che era un ufficiale come il colonnello), ma omette dalla relazione scritta il rapporto incestuoso tra Mindreau e sua figlia.
Silva e Lituma hanno un incontro notturno con Mindreau, che dice loro che la figlia è mentalmente instabile (l'ha portata negli Stati Uniti dove i medici gli hanno detto che soffre di delusions) e gli rivolge accuse infamanti come quella di aver abusato di lei; i due lo lasciano e lui si uccide. Rientrati alla stazione di polizia, trovano un biglietto di Mindreau che li informa di aver ucciso la figlia. Tutta la vicenda, comunque, diventa pubblica, ma gli abitanti di Talara non ci credono, immaginando che sia una montatura per coprire colpe ben più gravi di quelli che chiamano i "pesci grossi".
Alla fine, lo strenuo corteggiamento di Silva per donna Adriana si conclude con lei che gli si spoglia nuda davanti e comincia a incitarlo a violentarla, ma lui reagisce andandosene, come lei sapeva che avrebbe fatto. Da allora, il tenente non ha più la stessa voglia di scherzare con donna Adriana, a cui adesso fa anche pena.

## Edizioni
- Mario Vargas Llosa, Chi ha ucciso Palomino Molero?, traduzione di Angelo Morino, Rizzoli, 1987,  p. 165.

- Mario Vargas Llosa, Chi ha ucciso Palomino Molero?, traduzione di Angelo Morino, Einaudi, 2004,  p. 165.